# نادي وليامس فيل
نادي وليامس فيل (بالفرنسية: Williamsville Athletic Club)‏ هو نادي كرة قدم من ساحل العاج يقع مقره في أبيدجان.
تم الإعلان في ديسمبر 2017 أن لاعب كرة القدم الإيفواري ديدييه دروجبا قد انضم إلى النادي كعضو مجلس الإدارة.

## الإنجازات
- دوري كوت ديفوار الممتاز:

المركز الثاني: 2017

### المشاركات الأفريقية
- دوري أبطال أفريقيا: مشاركة واحدة

2018 = الخروج من الدور الأول أمام نادي الوداد الرياضي
- كأس الكونفيدرالية الأفريقية 2018: مشاركة واحدة

2018 =-

## روابط خارجية
- صفحة النادي على الفايس بوك